# Василий Владимирович (князь углицкий)
Василий Владимирович (9 июля 1394 — 1427) — удельный князь Перемышльский и Углицкий (1410—1427). Самый младший, седьмой сын Владимира Андреевича Храброго и  княгини Елены Ольгердовны, правнук Ивана Калиты. Рюрикович в XVI колене.

## Биография
Родился 9 июля 1394 года. После смерти Владимира Андреевича Храброго княжество Серпуховское было разделено между его пятью (двое из семи сыновей умерли в младенчистве) сыновьями. Василий Владимирович унаследовал Перемышль и Углич. Летописи мало сообщают о нём сведений.

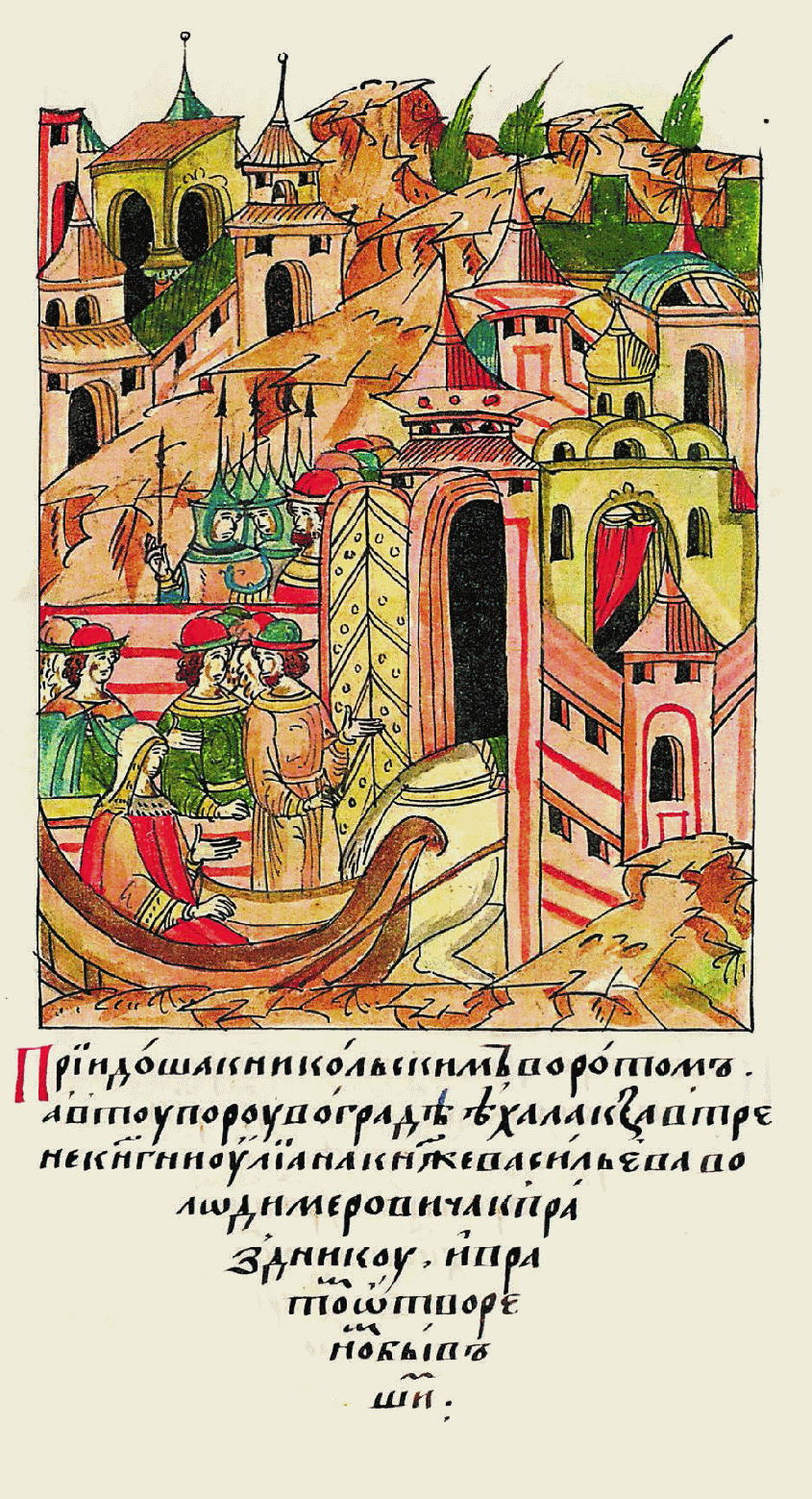
В 1446 году Москва была занята Дмитрием Шемякой, свергнувшим Василия Темного. Вернуть город Василию помогло то, что «в ту пору в город ехала на праздник к заутрене Ульяна, княгиня князя Василия Владимировича, и [Никольские] ворота были отворены».

В 1414 году он вместе с братом своим Андреем участвовал в походе великокняжеского брата, Юрия Дмитриевича галицкого, на Нижний Новгород, против Даниила и Ивана Борисовичей, детей Бориса Константиновича нижегородского, отстаивавших свою отчину от великого князя Московского Василия I, получившего на неё ярлык от хана.
В 1427 году «мор велик бысть во всех градех русских, мерли прышом» — тогда-то и скончался бездетный Василий Владимирович, оставив только вдову, именем Ульяну, неизвестного происхождения, значительно его пережившую.
Похоронен в Архангельском соборе в Москве.